# Alfred Stummer
Alfred Stummer (* 23. August 1962) ist ein österreichischer ehemaliger Dreispringer.

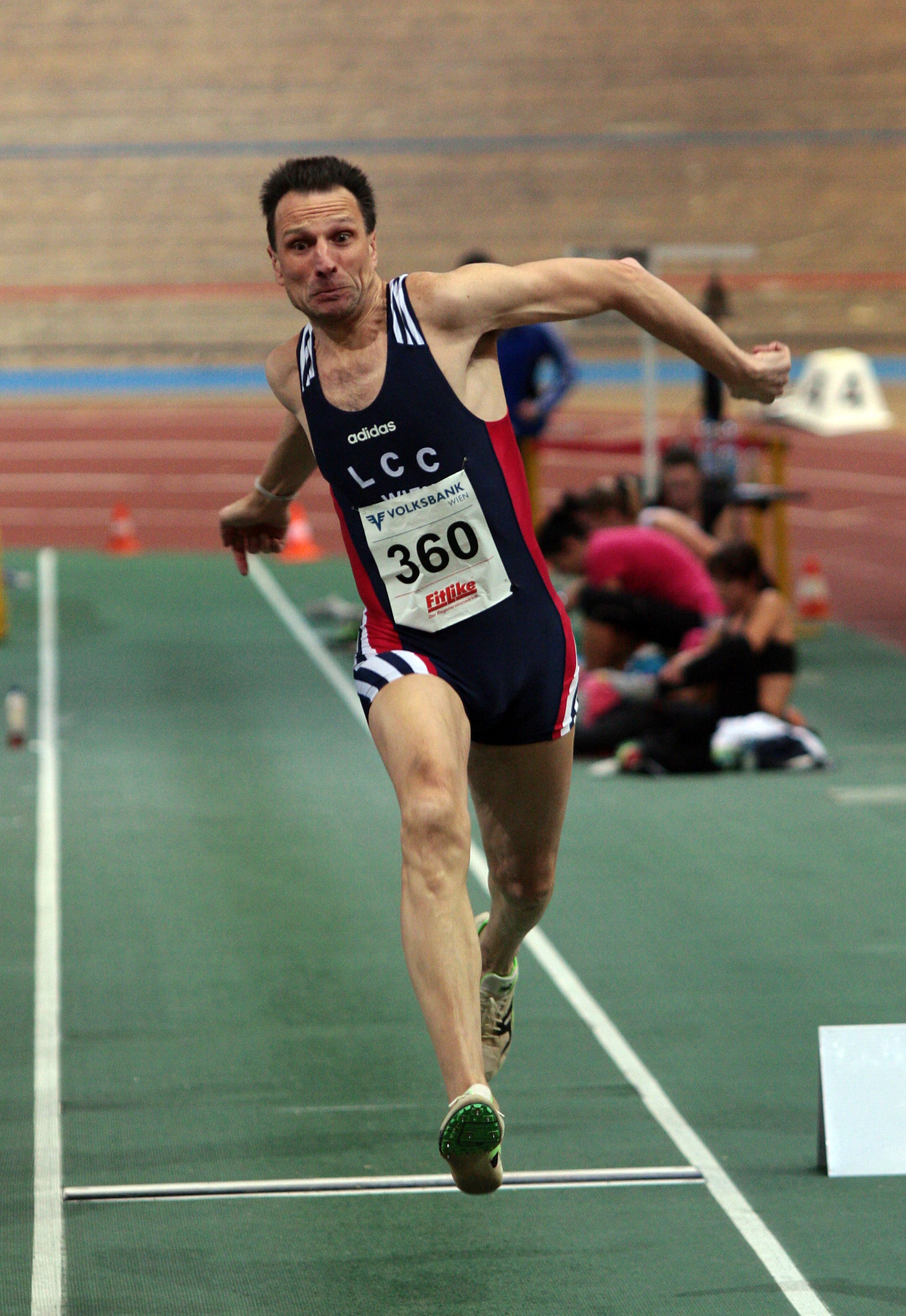
Alfred Stummer bei einem Hallenwettkampf 2013

Bei den Leichtathletik-Hallenweltmeisterschaften 1989 in Budapest wurde er Elfter.
Elfmal wurde er österreichischer Meister im Dreisprung (1984–1993, 1995) und zweimal im Weitsprung (1984, 1985). In der Halle wurde er vierzehnmal in Folge nationaler Meister im Dreisprung (1983–1996), außerdem je einmal im Weitsprung (1984) und im Siebenkampf (1989).

## Persönliche Bestleistungen
- Weitsprung: 7,58 m, 3. August 1985, Innsbruck
  - Halle: 7,49 m, 8. Februar 1986, Wien
- Dreisprung: 16,57 m, 13. Juli 1988, Südstadt (österreichischer Rekord)
  - Halle: 16,46 m, 3. März 1989, Budapest (österreichischer Rekord)
- Zehnkampf: 7527 Punkte, 21. August 1988, Kapfenberg
  - Siebenkampf (Halle): 5630 Punkte, 11. März 1990, Wien